# Гийом-Ипполит ван Волксем
Гийом-Ипполит ван Волксем (фр. Guillaume-Hippolyte Van Volxem ; 13 февраля 1791, Брюссель, Австрийские Нидерланды — 17 апреля 1868, Брюссель, Бельгия) — бельгийский государственный и политический деятель, юрист, адвокат, министр юстиции Бельгии (13 апреля 1841 — 14 декабря 1841), бургомистр Брюсселя (1838–1841).

## Биография
Изучал право в Императорском университете Франции. Стал юристом Брюссельской коллегии адвокатов. Во время существования Объединённого королевства Нидерландов, приобрёл политическое влияние. Политик либерального толка .
Начал политическую карьеру в 1830 году. Во время бельгийской революции 1830 года стал временным членом Национального конгресса. В том же году он был избран олдерменом Брюсселя и переизбран в 1836 году.  Позже, член провинциального совета Брабанта и депутат  Палаты представителей Бельгии (1837–1845).
В 1838–1841 годах избирался мэром Брюсселя.
В 1841–1842 годах занимал пост министра юстиции Бельгии, сменив  Матье Леклерка.  В 1845 году ушёл из политики.
банкир
 и директор Société Générale. Является одним из учредителей Брюссельского свободного университета. Почётный президент Королевской консерватории музыки в Брюсселе, президент Королевской Академии художеств в Брюсселе.